# Švedsko-novgorodske vojne
Švedsko-novgorodske vojne so bile niz spopadov v 12. in 13. stoletju med Novgorodsko republiko in srednjeveško Švedsko za nadzor nad Finskim zalivom, ki je bil ključnega pomena za Hanzeatsko zvezo in del varjaško-bizantinske trgovske poti. Švedski napadi na pravoslavne Ruse so imeli tudi verski prizvok, vendar pred 14. stoletjem ni znanih uradnih križarskih vojn, ki jih je napovedal papež.

## Ozadje
Skandinavci so vzdrževali trgovinske odnose in druge vezi z Novgorodom od vikinške dobe naprej. Trgovci iz Gotlanda so imeli v Novgorodu lastno trgovsko hišo (Gutagård) in cerkev sv. Olofa. Skandinavci so kljub temu včasih napadli Novgorodsko republiko. Eiríkr Hákonarson je napadel Ladogo leta 997, njegov brat Sveinn Hákonarson pa mu je sledil leta 1015. Po poroki velikega novgorodskega in kijeskega kneza Jaroslava Modrega s švedsko princeso Ingegerdo Olofsdotter leta 1019 je Ladoga postala jarldom v domeni Kijevske Rusije. Vladal mu je Ragnvald Ulfsson, domnevni oče švedskega kralja Stenkila (vladal 1060–1066). Med ruskimi in skandinavskimi vladarskimi družinami so se dinastične poroke nadaljevale. V 1090. letih, na primer, se je Stenkilova vnukinja Kristina poročila z Mstislavom Novgorodskim, po čigar smrti leta 1132 se je Novgorod odcepil od Kijevske Rusije.
Glavna prelomnica v trajnejše konflikte med Švedsko in Novgorodom je bila trdnejša organiziranost rimskokatoliške cerkve na Švedskem v 12. stoletju in papeško vpletanje v križarske vojne proti deželam pod nadzorom pravoslavne cerkve.

## Nadaljevanje spopadov
12. stoletje je na Švedskem slabo dokumentirano, ruski dokumenti pa so razdrobljeni. Iz ohranjenih virov je očitno, da sta novoustanovljena Novgorodska republika in Švedska zabredli v sovražnosti, ki jih ni bilo mogoče nikoli več trajno rešiti.
Po Prvi novgorodski kroniki so švedske čete leta 1142 napadle novgorodske trgovce nekje ob Baltskem morju in ubile 150 Novgorodcev. To je prvi znani primer sovražnosti med Švedsko in Novgorodom. Leta 1164 se je močno švedsko ladjevje približalo Ladogi, vendar je bilo odločilno poraženo. Novgorod je zajel večino švedskih ladij.
Po švedskih virih so Novgorodci in njihovi karelski zavezniki v 12. stoletju izvajali piratske napade na celinsko Švedsko. Med enim od takšnih napadov so v Novgorod kot plen prinesli vrata stolnice v Sigtuni. V očeh severnih križarjev so takšna dejanja opravičevala vojno proti Novgorodu. Novgorodski viri teh dogodkov ne omenjajo. Švedski viri napadalce na Sigtuno imenujejo "pogani". Švedski viri omenjajo tudi to, da se je jarl Jon ob koncu 12. stoletja devet let boril proti Novgorodcem in Ingrijcem. Ti spopadi v ruskih virih niso dokumentirani.

## Bitka na Nevi
Po dolgem premoru v odprtih sovražnostih naj bi Švedi leta 1240 napadli Novgorod. Edini vir podatkov o napadu je Novgorodska kronika. Kmalu potem, ko je njihovo ladjevje zaplulo v ustje reke Neve, je Švede v bitki na Nevi odločilno premagal mladi novgorodski knez Aleksander Jaroslavič, ki je kasneje v spomin na to zmago dobil vzdevek "Nevski". 
Po porazu so Švedi preusmerili svojo pozornost proti Finski. Švedska vojska se ni vrnile v ustje Neve vse do konca 13. stoletja, ko je dobila nekaj ozemlja v zahodni Finski. Pred tem so Švedi poskušali ustanoviti mostišče v Estoniji.

## Preusmeritev vojne proti Finski
Novgorodski in švedski interesi se niso križali samo v Ladogi, ampak tudi na Finskem, regiji med Švedsko in Rusijo. Na Finskem so od 11. stoletja večkrat plenile ruske vojske. Pohod pozimi 1226/1227 je na finski strani povzročil velike izgube. Finski povračilni napad na Ladogo leta 1228 se je končal s porazom, kar je prispevalo k podjarmljenju Fincev s strani katoliških Švedov med tako imenovano drugo švedsko križarsko vojno leta 1249. Sedem let kasneje so Novgorodci ponovno opustošili švedsko Finsko.
Leta 1293 so Švedi osvojili del zahodne Karelije in tam zgradili trdnjavo Viborg. Ta pohod se tradicionalno imenuje tretja švedska križarska vojna. Sedem let kasneje so v ustju Neve na reki Ohti ustanovili trdnjavo Landskrona in uničili novgorodske naselbine na Nevi. Kasneje istega leta so se novgorodske čete maščevale z uničenjem Landskrone.
V začetku 14. stoletja so se vojaške napetosti stopnjevale in obe sili sta bili nenehno v vojni. Leta 1311 so Novgorodci opustošili osrednjo Finsko, kjer so Švedi nedavno zgradili nov grad. V odgovor so Švedi z morja napadli Ladogo in požgali to trgovsko središče. Tri leta kasneje so se Karelci, nezadovoljni z vladavino Novgoroda, uprli, pobili ruske guvernerje in poiskali pomoč na Švedskem. Po nekaj mesecih sovražnosti se je Karelija ponovno podredila novgorodski oblasti.
Leta 1318 je Novgorod napadel Turku na jugozahodu Finske in požgal mesto in stolnico ter škofovski grad v Kuusistu. Štiri leta kasneje so Novgorodci oblegali Viborg in ustanovili Orešek, pomembno trdnjavo, ki dominira na vhodu v Ladoško jezero.

## Nöteborški sporazum in njegove posledice
Prva sporazum za prekinitev vojne med sprtima stranema, je bil sklenjen v Nöteborgu 12. avgusta 1323. Sledil je sporazum med Novgorodom in Norveško, sklenjen v Novgorodu leta 1326. Pričakovali so, da bosta sporazuma prinesla v regijo »večni mir«, vendar sta samo začasno omilila stanje.
Švedska je že leta 1328 spodbujala naseljence, naj zavzamejo severno obalo Botnijskega zaliva, ki je bila s sporazumom opredeljena kot novgorodska posest. Ko so se Karelci leta 1337 uprli Novgorodu, jim je kralj Magnus Eriksson v podporo poslal svoje čete, ki so uspele za kratek čas zasesti trdnjavo Korela. Naslednje leto je Novgorod oblegal Viborg, potem pa je bilo kmalu sklenjeno premirje.
Po desetih letih miru se je švedski kralj čutil pripravljenega na obnovitev sovražnosti in je od Novgorodcev zahteval, naj priznajo papeževo oblast. Po Novgorodski prvi in četrti kroniki je kralj zahteval, da Novgorodci razpravljajo z njegovimi »filozofi« (katoliškimi teologi): kdor izgubi, naj se spreobrne v vero zmagovalca. Novgorodski nadškof Vasilij Kalika se je posvetoval s posadnikom in drugimi člani mestne elite ter rekel kralju, da naj pošlje svoje filozofe v Konstantinopel in naj razpravljajo z Bizantinci, ker so od tam prejeli krščanstvo. Ko je kralj prejel odgovor, je poslal svojo vojsko v Orešek in jo zažgal. Novgorod je kmalu povrnil izgubljeno mesto.
Kralj je leta 1350 izvedel še en neuspešen napad. Istega leta je v severni Evropi izbruhnila črna kuga, ki je končala nadaljnje sovražnosti.

## Kasnejša dogajanja
Poznejši spopadi so bili občasni. Švedski poskusi nadzora nad Botnijskim zalivom so izzvali Novgorod, da je v 1370. letih začel graditi grad blizu delte reke Oulu. Švedska je odgovorila z gradnjo svojega gradu v njegovi bližini. Novgorod je grad napadel leta 1377, vendar ga ni mogel zavzeti. Naslednje leto je posredoval papež Gregor XI. in izdal križarsko bulo proti Novgorodu. Kmalu zatem so se Rusi umaknili iz vzhodnega Botnijskega zaliva in ga prepustili Švedom.
V poznem 14. stoletju so Novgorodci ustanovili fevde Korela, Orešek, Koporje, Luga in Ladoga kot nekakšno tamponsko državo med svojimi osrednjimi domenami in Švedsko. Nekaj litovskih vojvod, ki so sloveli po svojih vojaških veščinah, je bilo povabljenih, da vladajo tej Ingrijski kneževini. Narimantas, njegov sin Patrikas in nato Lengvenis so pomagali utrditi novgorodsko-švedsko mejo in zgradili več novih utrdb v regiji, vključno s tisto Jami.
Sovražnosti med obema silama so se obnovile leta 1392 in 1411. Ker je Švedska takrat postala članica prepirljive Kalmarske unije, se je celo 15. stoletje ukvarjala z bojem za oblast v Skandinaviji. Zadnji spopad se je zgodil leta 1445, nekaj desetletij preden je bil Novgorod vključen v Moskovsko veliko kneževino. Propad Novgoroda ni prinesel miru. Konflikt s Švedsko se je prenesel na Veliko moskovsko kneževino in kasneje na Rusko carstvo in trajal do začetka 19. stoletja.